# (19914) Klagenfurt
(19914) Klagenfurt est un astéroïde de la ceinture principale.

## Description
(19914) Klagenfurt est un astéroïde de la ceinture principale. Il fut découvert le 27 octobre 1973 à Tautenburg par Freimut Börngen. Il présente une orbite caractérisée par un demi-grand axe de 2,42 UA, une excentricité de 0,16 et une inclinaison de 3,0° par rapport à l'écliptique.

## Compléments